# Edward Vernon
Edward Vernon (12. listopadu 1684, Londýn, Anglie – 30. října 1757, Orwell Park, Anglie) byl britský admirál, úspěšný námořní vojevůdce dynastických a koloniálních válek 18. století. Byl též dlouholetým aktivním poslancem Dolní sněmovny, hodnosti admirála dosáhl v roce 1745. Proslul především svým nařízením ředit rum pro námořníky vodou (1740), čímž dal vzniknout nápoji dodnes známému jako grog. Jeho jméno nese několik lokalit v britských koloniích, nejznámější z nich je Mount Vernon, sídlo prvního amerického prezidenta Georga Washingtona.

## Životopis

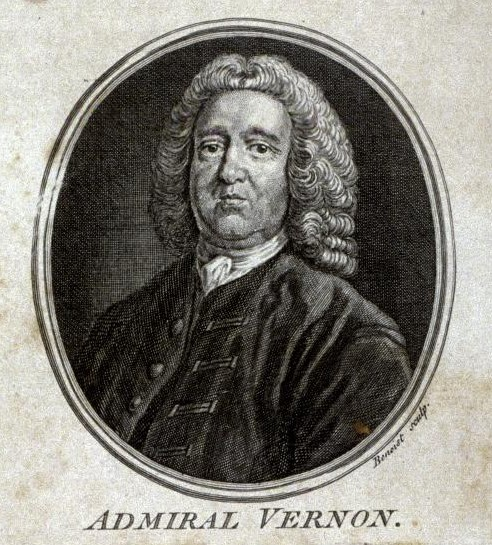
Admirál Edward Vernon

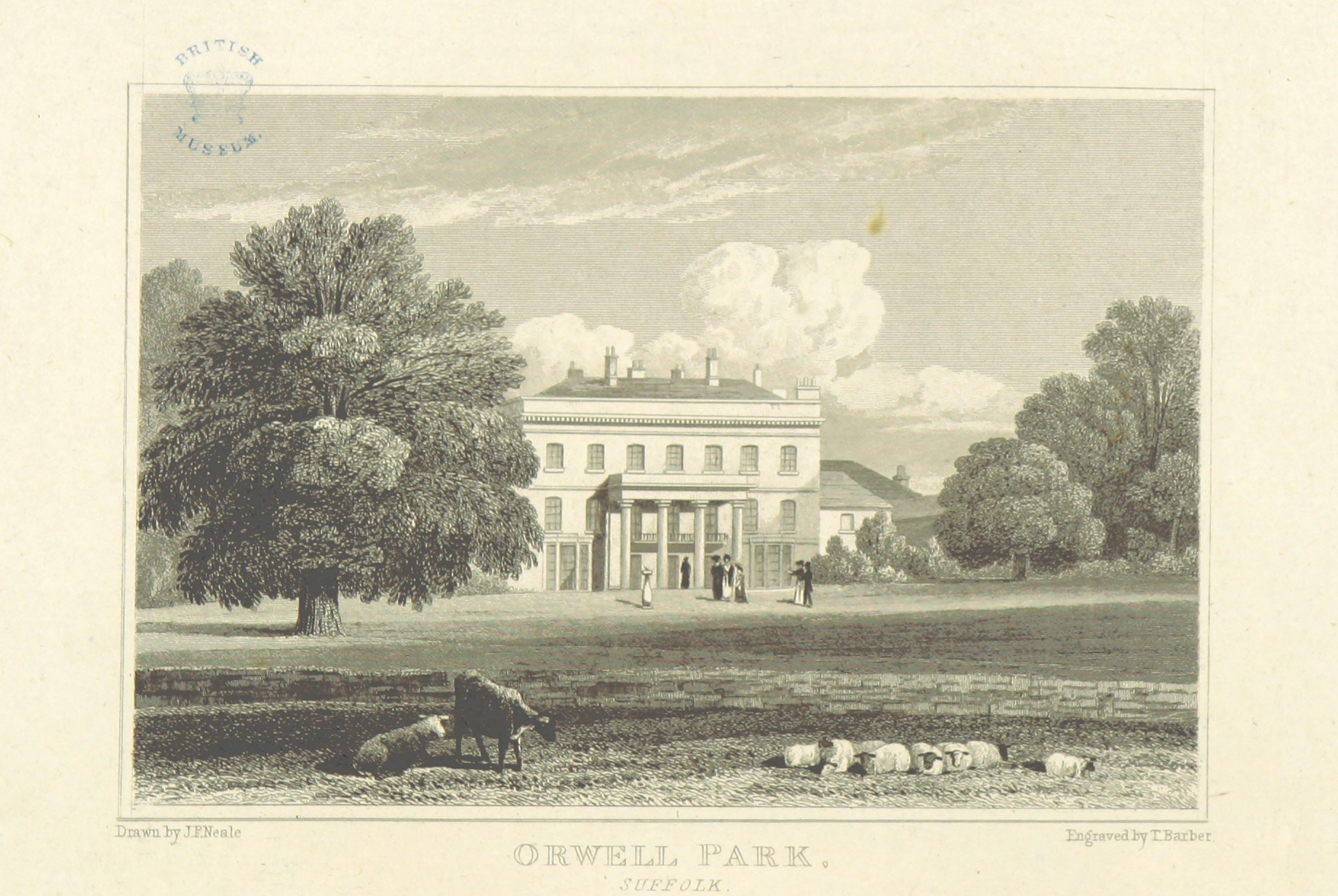
Zámek Orwell Park (Suffolk), sídlo admirála Vernona od roku 1727

Pocházel ze starobylého šlechtického rodu Vernonů, narodil se ve Westminsteru v Londýně jako mladší syn ministra Jamese Vernona. Krátce studoval ve Westminster School a v roce 1700 vstoupil do služeb Royal Navy. Jako syn vlivného politika byl již v osmnácti letech poručíkem, pod velením admirála Shovella sloužil za války o španělské dědictví ve Středomoří a v roce 1706 dosáhl hodnosti kapitána. Později sloužil v Karibiku, v roce 1712 se vrátil do Anglie. V letech 1715–1717 a 1726–1727 krátce působil v Baltském moři, mezitím jako komodor velel na Jamajce (1720–1721). Mezitím se stal členem Dolní sněmovny (1722–1734 a 1741–1757). V parlamentu vystupoval jako nezávislý poslanec a aktivně se věnoval problematice námořnictva. Mimo jiné proslul svými aktivitami ve zlepšení válečné strategie.
V roce 1739 byl v hodnosti viceadmirála povolán znovu do aktivní služby a stal se přední osobností války o Jenkinsovo ucho. V letech 1739–1742 byl vrchním velitelem v Karibiku, porazil španělskou flotilu v Panamě, ale neuspěl při útoku na Cartagenu. Z této doby pochází jeho příkaz ředit příděly rumu námořníkům vodou, čímž vznikl nápoj dodnes známý jako grog (1740). V roce 1741 kandidoval do parlamentu za Londýn, kde byl však poražen výrazným rozdílem hlasů, poslancem se stal za město Ipswich, kde také kandidoval. Ve 40. letech patřil k uznávaným námořním vojevůdcům a v roce 1745 byl povýšen na admirála. V letech 1745–1746 byl velitelem v Severním moři, kde měl za úkol zabránit francouzské podpoře jakobitského povstání. Mezitím vydal dvě brožury, v nichž popsal své spory s ministerstvem námořnictva. Admiralita poté požádala Jiřího II., aby Vernona vyškrtl ze seznamu námořních důstojníků. V roce 1746 byl odvolán a od té doby žil v soukromí, do smrti nicméně zůstal členem Dolní sněmovny.
Od roku 1727 byl jeho majetkem zámek Orwell Park v hrabství Suffolk, kde také zemřel. Dědicem majetku se stal synovec Francis Vernon (1715–1783), který později získal titul vikomta Orwella a hraběte ze Shipbrooku.
Edwardův starší bratr James Vernon (1677–1756) se sňatkem spříznil s rodinou Boylů a za války o španělské dědictví se uplatnil jako diplomat, v letech 1702–1707 byl vyslancem v Dánsku. Synovec Sir Edward Vernon (1723–1794) dosáhl v námořnictvu hodnosti admirála.
Po admirálu Vernonovi bylo pojmenováno několik destinací v britských koloniích, nejznámější je Mount Vernon, sídlo prvního amerického prezidenta Georga Washingtona. Jeho starší nevlastní bratr Lawrence Washington (1718–1752) sloužil původně v Royal Navy pod Vernonem a pojmenoval po něm své sídlo ve Virginii.